# Скандинавский монетный союз
Скандинавский монетный союз (дат. Skandinaviske møntunion, норв. Skandinaviske myntunion, швед. Skandinaviska myntunionen) — монетный союз, заключённый между Данией и Швецией 5 мая 1873 года, когда страны уравняли стоимости своих валют по отношению к золоту, содержание которого устанавливалось в 0,4032258 грамма. 16 октября 1875 года было подписано дополнительное соглашение, согласно которому Норвегия, состоявшая в то время в союзе со Швецией, но сохранявшая полную внутреннюю автономию, становилась членом союза с 1 апреля 1876 года. Союз явился одним из заметных результатов политического движения за объединение Скандинавии в XIX веке.

## История
В результате вступления в этот союз Швеция сменила старое название своей валюты — риксдалер, на новое — крона (Krona). Валюта Дании к тому времени уже называлась крона (Krone), так же как и норвежская крона (Krone). Все три названия означают «корона», а разница в написании обусловлена лишь различиями в скандинавских языках.
Ранее денежной единицей Дании был датский ригсдалер, равный 96 скиллингам, а в Норвегии — спесидалер.
Союз обеспечивал фиксированный курс обмена и стабильность валют. Но каждая страна продолжала выпускать свою собственную валюту. Гарантии союза привели со временем к ситуации, когда три валюты принимались к оплате практически на равных условиях почти на всей территории стран союза.
В 1905 году политический союз между Швецией и Норвегией был расторгнут, но это никак не сказалось на валютных отношениях. Вместо этого конец союзу положила Первая мировая война, с началом которой страны прекратили обеспечивать монеты золотом. Последовавший переход на бумажные банкноты привёл к снижению курса датской кроны по отношению к золоту ниже номинала уже в октябре 1915 года, также как и норвежской — в декабре того же года. Разница в курсах была существенно не в пользу шведской кроны, паритет которой к золоту восстановился к концу 1922 года.
После отмены хождения золотых монет в Швеции (8 февраля 1916 года) последовали изменения к договору о союзе, которые привели к переходу на монеты из железа (в Швеции с 20 мая 1917 года), а потом на медно-никелевые монеты (в Швеции с 18 июня 1920 года). Датские и норвежские монеты, которые продолжали чеканить согласно договору, потеряли, между тем, статус законного платёжного средства на территории Швеции с 6 октября 1924 года. Более того, с 1 мая 1924 года был введён запрет на ввоз датской и норвежской валют на территорию Швеции. Пересекающий границу мог иметь с собой лишь некоторое количество этих валют для собственных нужд общей суммой не более 5 крон.
Официально Скандинавский монетный союз так и не расторгался, но он утратил какое-либо значение в 1924 году.